# Ramón de la Serna
Ramón de la Serna y Espina (Valparaíso, 13 de noviembre de 1894-Santiago de Chile, 5 de julio de 1969) fue un escritor español. Primogénito de la escritora Concha Espina, utilizó el seudónimo de Ramón de Luzmela para diferenciarse del también escritor Ramón Gómez de la Serna, y se refería a él mismo como «el otro Ramón».

## Biografía
Ramón de la Serna nació el 13 de noviembre de 1894 en Valparaíso, durante la estancia de sus padres —Ramón de la Serna y Cueto y la escritora Concha Espina— en Chile. Su infancia transcurrió en España, en la localidad cántabra de Cabezón de la Sal. Hermano mayor del periodista Víctor de la Serna, dos años más pequeño, colaboró en la prensa española, aunque muchos de sus artículos los escribió con el seudónimo «Ramón de Luzmela». Pasó una larga temporada de diez años entre Londres y México, tras la separación de sus padres en 1909. Después residió en Alemania hasta fines de los años 1920 y luego en España hasta 1939, pasando la guerra civil en Madrid.
En 1939, acabada la guerra civil, Ramón de la Serna marchó a Chile, país donde nació y cuya nacionalidad conservó junto con la española. Allí pasaría los últimos treinta años de vida.
Contrajo matrimonio con Eva Cargher, judía alemana de origen rumano a la que conoció en Berlín, quien una vez fallecido su esposo en 1980 encargó la custodia de su legado a Alfredo Pérez de Armiñán y de la Serna, sobrino nieto.

## Obras
- Antonio Ruiz. La vida extraordinaria del campeón de Europa (1927).[7]
- Boves, obra de teatro sobre la independencia de Venezuela.
- Chao, novela psicológica.
- Puente Rojo, cuento.
- ¡Viva Asturias!, relato (1938).
- La torre invisible. Antología esencial, ed. de Daniela Agrillo. Fundación Banco Santander (2020).